# Rocca San Casciano

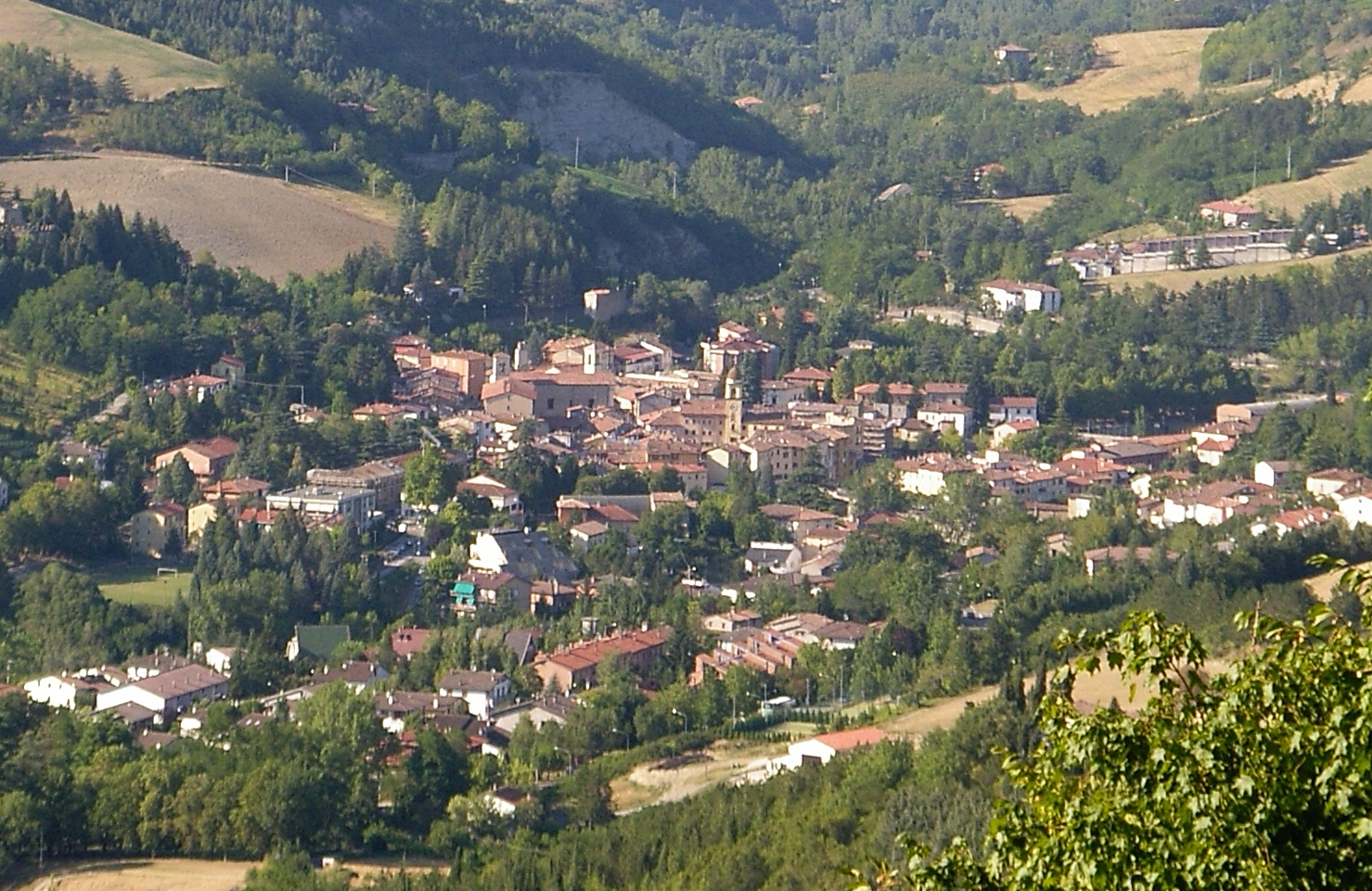
Blick auf Rocca San Casciano

Rocca San Casciano ist eine italienische Gemeinde (comune) mit 1784 Einwohnern (Stand 31. Dezember 2023) in der Provinz Forlì-Cesena in der Emilia-Romagna. Die Gemeinde liegt etwa 24,5 Kilometer südwestlich von Forlì und etwa 32,5 Kilometer westsüdwestlich von Cesena am Montone.
Bis 1923 gehörte Rocca San Casicano zur Provinz Florenz (heute Metropolitanstadt Florenz, Toskana).

## Verkehr
Durch die Gemeinde führt die Strada Statale 67 Tosco-Romagnola von Pisa nach Ravenna.

## Söhne und Töchter der Gemeinde
- Glauco Sansovini (1938–2019), san-marinesischer Politiker